# 다리오 크레시치
다리오 크레시치(크로아티아어: Dario Krešić, 1984년 1월 11일 ~ )는 크로아티아의 전 축구 선수로 현역 시절 포지션은 골키퍼였다.